# Acanthobemisia distylii
Acanthobemisia distylii là một loài côn trùng cánh nửa trong họ Aleyrodidae, phân họ Aleyrodinae.
Acanthobemisia distylii được Takahashi miêu tả khoa học đầu tiên năm 1935.